# Paul Laxalt
Paul Dominique Laxalt (Reno (Nevada), 2 augustus 1922 – McLean, 6 augustus 2018) was een Amerikaanse politicus van de Republikeinse Partij. Hij was Senator voor Nevada van 1974 tot 1987, daarvoor was hij gouverneur van Nevada van 1967 tot 1971.
- Gemeinsame Normdatei: 116408447X
- International Standard Name Identifier: 0000 0003 8582 7826
- Library of Congress Control Number: n80062386
- SNAC: w64m9mdh
- Biographical Directory of the United States Congress: L000148
- Virtual International Authority File: 247510557
- WorldCat: E39PBJpjgTB34dVTpJrQDh6BT3